# Carminha Celestina de Oliveira
Carminha Celestina De Oliveira (15/08/1990, Foz do Iguaçu  ) é uma atleta paralímpica brasileira na modalidade de esgrima em cadeira de rodas na classe A. 
Carminha pratica o esporte em Curitiba e participou dos Jogos Paralímpicos de Verão de 2020. 